# Michael McGrath
Michael McGrath, né le 23 août 1976 à Cork, est un homme politique irlandais, membre du Fianna Fáil.
Il est désigné par le gouvernement Harris pour être le membre irlandais de la Commission von der Leyen II chargé de la Démocratie, de la Justice et de l'État de droit. Sa nomination étant approuvée par le Parlement européen en novembre 2024, il prend ses fonctions le 1er décembre suivant.

## Biographie
Il est député pour la circonscription de Cork South-Central depuis 2007,.
Le 27 juin 2020, il est nommé ministre des Dépenses publiques et de la Réforme, fonction qu'il occupe jusqu'au 17 décembre 2022, date à laquelle il devient ministre des Finances.